# Arctia intercalaris
Arctia intercalaris (лат.) — ночная бабочка рода Арктии (Arctia) подсемейства Медведицы (Arctiinae) семейства Эребиды (Erebidae).
Встречается в Джунгарском Алатау, Заилийском Алатау, Тянь-Шане, Алай-Памире, Узбекистане, Киргизии, Таджикистане, горах Афганистана, северо-западном Пакистане и от Кашмира до Кулу. Гусеницы питаются травянистыми двудольными, в том числе на подмаренниках и зопничке городолюбивом. Бабочки летают преимущественно в дневное время в июле и августе.

## Подвиды
- Arctia intercalaris intercalaris (горы восточного Казахстана, Тянь-Шань)
- Arctia intercalaris alpherakyi Staudinger, 1886 (Алай-Памир, Бадахшан)
- Arctia intercalaris elisabethana Bender & Naumann, 1980 (Восточный Афганистан, Панджшер)
- Arctia intercalaris suttadra Moore, 1879 (Кашмир)
- Arctia thibetica ab. aurantiaca Seitz, 1910 (северо-западные Гималаи) — инфраподвидовое название; типовое место не обозначено
- Arctia intercalaris thibetica Felder, 1874 (Ладакх)
- Arctia intercalaris truncata Kotzsch, 1938 (Афганистан: Северо-Восточный Гиндукуш)